# كارتل سينالوا
كارتل سينالوا (بالإسبانية: Cártel de Sinaloa)‏ المعروفة أيضًا باسم منظمة «غوزمان لويرا» واتحاد وتحالف الدم، هي منظمة دولية لتهريب المخدرات، وغسل الأموال، والجريمة المنظمة، تم تأسيسها في أواخر الثمانينات، يقع الكارتل في مدينة كولياكان، ولاية سينالوا، مع عملياتها للتهريب في ايطاليا
باها كاليفورنيا، دورانجو، سونورا، تشيهواهوا.
تعتبر مجتمع الاستخبارات الأمريكية «كارتل سينالوا» أقوى منظمة لتهريب المخدرات في العالم، وفي عام 2011 وصفتها صحيفة لوس أنجلوس تايمز بأنها «أقوى مجموعة للجريمة المنظمة في المكسيك». تعمل كارتل سينالوا في «المثلث الذهبي»، ولاية سينالوا، دورانجو، تشيهواهوا، تعد المنطقة منتجًا رئيسيًا للأفيون المكسيكي والماريجوانا، وفقًا للنائب العام للولايات المتحدة فإن كارتل سينالوا كانت مسؤولة عن الاستيراد إلى الولايات المتحدة وتوزيع ما يقرب من (180 طن) من الكوكايين وكميات كبيرة من الهيروين بين عامي 1990 و2008، وفقًا للمركز القومي للمخابرات فإن كارتل سينالوا داخل الولايات المتحدة تشارك بشكل أساسي في توزيع الكوكايين والهيروين والميثامفيتامين والمرجوانا والإكستاسي كما أنها المورد الأكبر للفينتانيل غير المشروع في أمريكا الشمالية.
اعتبارا من عام 2017 تعد أكثر عصابات المخدرات نشاطًا في تهريب المخدرات غير المشروعة إلى الولايات المتحدة والإتجار بها، بعد إلقاء القبض على خواكين غوزمان يرأس الكارتل الآن إسماعيل زامبادا غارسيا (المعروف أيضًا باسم ال مايو) وسليمان الاميني المعروف أيضا باسم توريتو وأبناء جوزمان «ألفريدو جوزمان سالازار» و «إيفان أرشيفالدو سالازار».

## خلفية عن الكارتل
بيدرو أفيليس بيريز كان رائد المخدرات في ولاية سينالوا المكسيكية في أواخر الستينيات وهو يعتبر الجيل الأول من مهربي المخدرات المكسيكيين الرئيسيين للماريجوانا الذي شهد ولادة تجارة المخدرات المكسيكية على نطاق واسع، كما أنه استخدام الطائرات لتهريب المخدرات إلى الولايات المتحدة.
ميغيل أنخيل فيليكس غالاردو الذي أسس في نهاية المطاف كارتل غوادالاخارا ألقي القبض عليه في عام 1989، وأثناء وجوده في السجن بقي واحداً من أكبر تجار المخدرات في المكسيك حيث ظل على اتصال بمنظمته عبر الهاتف المحمول حتى تم نقله إلى سجن جديد يخضع لأقصى درجات الأمن في التسعينيات في تلك المرحلة غادر أبناء أخيه «أريلانو فيليكس» وبدأوا منظمتهم الخاصة التي عرفت باسم كارتل تيخوانا، في حين استمر إدارة كارتل سينالوا من قبل هيكتور سالازار، أدريان غوميز غونزاليس، خواكين غوزمان لويرا (ال تشابو).